# Handral, Koppal
Handral là một làng thuộc tehsil Koppal, huyện Koppal, bang Karnataka, Ấn Độ.